# Entisol

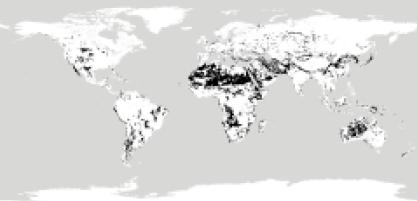
Gli Entisol nel mondo.

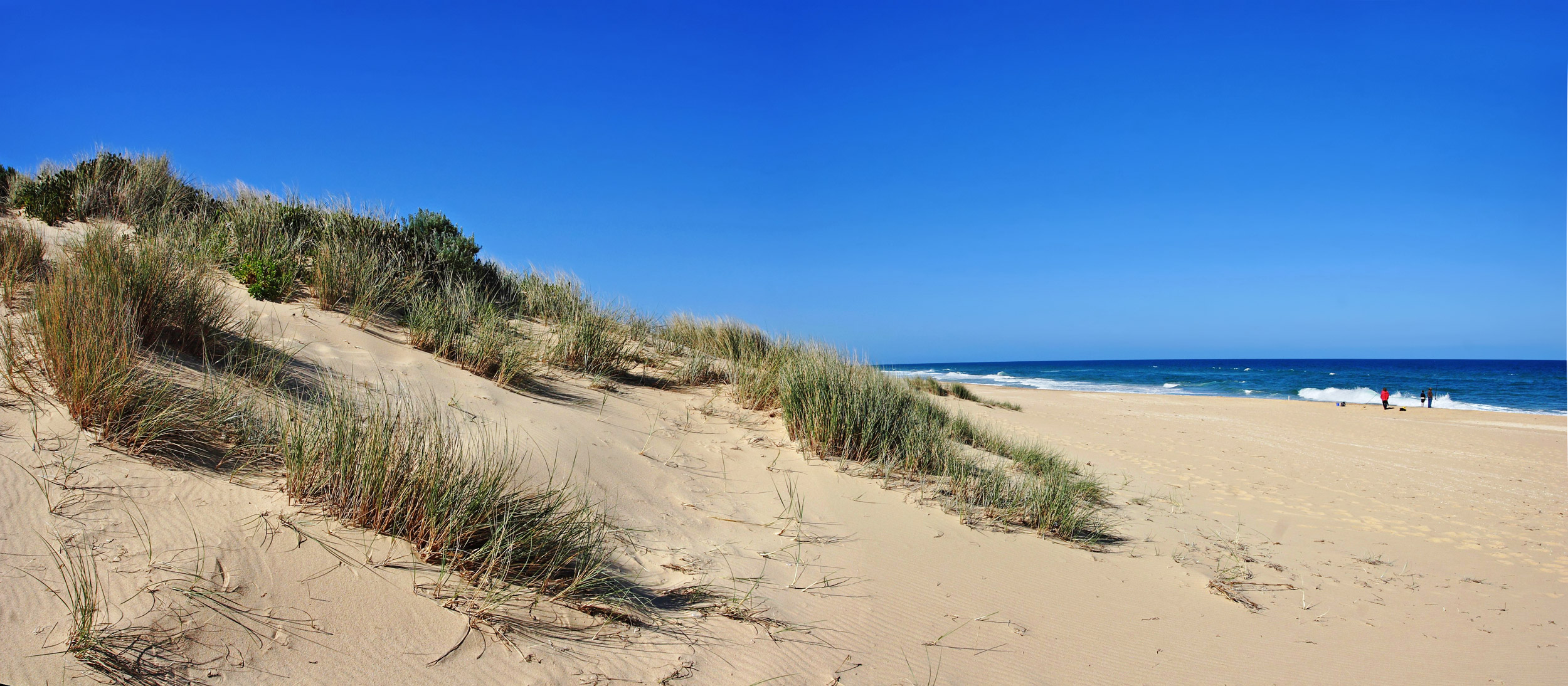
I suoli su dune sabbiose stabilizzate ricadono spesso nel sottordine degli Psamment.

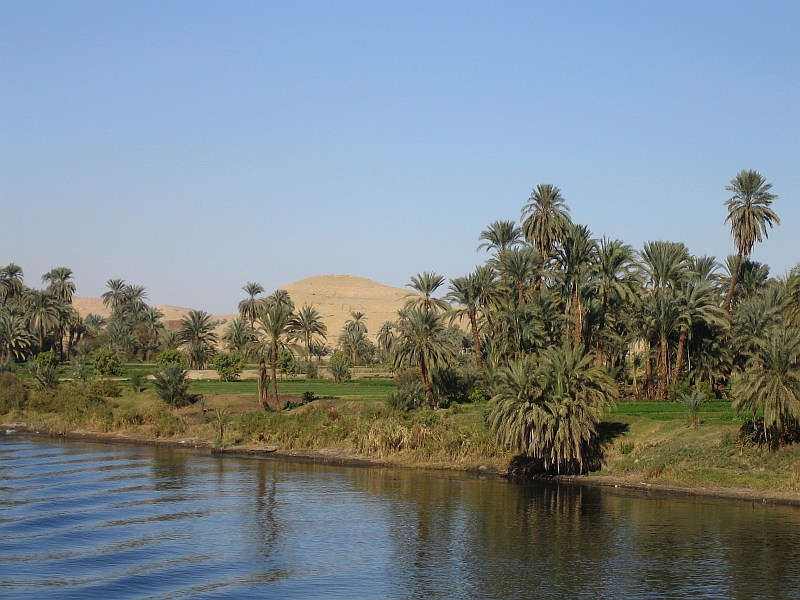
Buona parte dei fertili suoli agricoli della valle del Nilo, in Egitto, sono Entisol sviluppati su materiali alluvionali (sottordini Fluvent e Aquent).

L'ordine degli Entisol (indicati con il suffisso ent) è uno dei 12 ordini della tassonomia del suolo secondo USDA. L'etimologia deriva dal latino recens, recentis, recente.

## Caratteristiche
Questo ordine comprende i suoli meno evoluti del pianeta; molti Entisol non hanno orizzonti diagnostici, ad eccezione di un epipedon ochrico e di occasionali orizzonti antropico, albico ed agrico. 
Questa mancanza nasce dal fatto che l'ordine degli Entisol raggruppa suoli molto giovani, in cui i processi pedogenetici non hanno ancora avuto tempo sufficiente per produrre una differenziazione in orizzonti.
Ciò si verifica:
- in luoghi in cui i materiali parentali di un suolo non hanno la possibilità di rimanere a lungo, come nei versanti molto ripidi, erosi molto intensamente e in breve periodo;
- in siti dove si ha spesso il rifornimento di nuovo materiale non pedogenizzato, come ad esempio le zone ai piedi dei pendii ripidi, le piane alluvionali o le zone ricoperte da sedimenti vulcanici recenti;
- in luoghi in cui la velocità di degradazione chimica e biologica è molto bassa per motivi climatici (deserti, tundra, alta montagna);
- in siti interessati da prolungata saturazione idrica o addirittura sommersione temporanea, che ostacola lo sviluppo di orizzonti.

Gli Entisol possono svilupparsi da degradazioni di suoli più evoluti, ricadenti in altri ordini. Un esempio è rappresentato dal sottordine degli Arent, originati da disturbi di origine antropica che hanno portato ad alterazioni degli orizzonti diagnostici precedenti. Un altro tipo di disturbo antropico è l'influenza sulla vegetazione naturale di un sito: un bosco di conifere, su un substrato adatto, può portare a degli Spodosol acidi; il taglio dell'originaria vegetazione forestale può portare alla sua sostituzione con specie di latifoglie pioniere, che non producendo lettiera acidificante fanno procedere in altro modo la pedogenesi. Il podzol originario può venire in breve tempo (un secolo) talmente degradato da diventare un Entisol.
La caratteristica dell'ordine degli Entisol di raggruppare tutti i suoli a scarsissima evoluzione pedogenetica fa sì che si possano trovare pressoché in tutti i climi della Terra. Si tratta infatti del secondo più abbondante ordine di suoli dopo gli Inceptisol e occupano il 16% di tutte le terre prive di ghiaccio.
L'utilizzazione degli entisuoli risente del fatto che molti di essi si trovano in ambienti inospitali, come zone desertiche, fredde, estremamente umide; la vegetazione naturale è spesso la loro destinazione d'uso più frequente. Esistono tuttavia delle notevoli eccezioni, rappresentate da alcuni entisuoli formati su zone alluvionali come quelli della valle del Nilo e del fiume Giallo, fertili e ben lavorabili; trovandosi in zone di antichissima presenza umana, sono acquisiti all'agricoltura da parecchi millenni, praticamente fin dagli albori della civiltà umana.

## Sottordini
- Aquent: Entisol che manifestano condizioni aquiche;
- Arent: Entisol in cui si è verificata un'alterazione meccanica da parte dell'uomo;
- Psamment: Entisol a tessitura sabbiosa, con relativamente scarsi frammenti rocciosi;
- Fluvent: Entisol formatisi su sedimenti fluviali recenti;
- Orthent: gli ortotipi, su superfici erosionali recenti.

### Aquent
Include gli Entisol sviluppatisi su piane alluvionali, paludi salmastre e zone di delta in cui si hanno problemi di drenaggio e si manifestano le cosiddette condizioni aquiche. Sono spesso di colore caratteristico delle zone di riduzione come grigio, blu, verde; nei suoli non permanentemente saturati si hanno screziature redox di colori vivaci.
Supportano generalmente vegetazione forestale, anche se in seguito a drenaggio artificiale possono essere messi a coltura
Il sottordine degli Aquent si divide ulteriormente in sette grandi gruppi:
- Cryaquent: gli Aquent di ambiente freddo, con regime di temperatura cryico, sviluppatisi nelle zone umide confinanti con la zona del permafrost.
- Endoaquent gli Aquent sottoposti a endosaturazione, cioè con falda idrica oscillante.
- Epiaquent: gli Aquent sottoposti a episaturazione.
- Fluvaquent: gli Aquent delle piane alluvionali e dei delta mal drenati; presentano spesso stratificazioni e contenuti di carbonio organico che aumenta irregolarmente con la profondità (similmente ai Fluvent).
- Hydraquent: gli Aquent delle zone perennemente saturate di acqua, come ad esempio le paludi; hanno tessitura limosa o sabbiosa.
- Psammaquent: Aquent a tessitura sabbiosa. Parecchi di questi suoli presentano un orizzonte B, anche se troppo poco caratterizzato per essere identificato come spodico.
- Sulfaquent: gli Aquent caratteristici delle paludi salmastre; presentano arricchimenti in solfuri e mancano di carbonati. Sono perciò molto acidi e, se drenati, pressoché sterili. Ne consegue che sono anche inadatti per l'agricoltura anche se, in certi casi, vengono utilizzati per la coltivazione del riso.

### Arent
Il sottordine degli Arent include gli Entisol in cui non si riescono ad osservare orizzonti nettamente definiti a causa di rimescolamenti provocati da lunghi periodi di lavorazioni agricole, scassi del suolo per edilizia o per attività mineraria; mostrano spesso un orizzonte Ap, al di sotto del quale si possono individuare frammenti di orizzonti (prevalentemente spodico o argillico) che tuttavia non arrivano a costituire loro stessi un orizzonte.
Gli Arent sono poco diffusi a livello mondiale e per lo più a "macchia di leopardo"; altrettanto ovviamente le loro concentrazioni maggiori si possono trovare in zone di più antica presenza umana. Gli Arent sono per la maggior parte degli intergradi ad altri sottordini, grandi gruppi o sottogruppi, a seconda della natura dei frammenti di orizzonti che si rinvengono.
Il sottordine degli Arent si spartisce ulteriormente in quattro grandi gruppi; la distinzione deriva esclusivamente dal regime di umidità del suolo considerato:
- Ustarent: Arent a regime di umidità ustico.
- Torrarent: Arent a regime di umidità aridico o torrico.
- Xerarent: Arent a regime di umidità xerico.
- Udarent: Arent a regime di umidità udico.

### Psamment

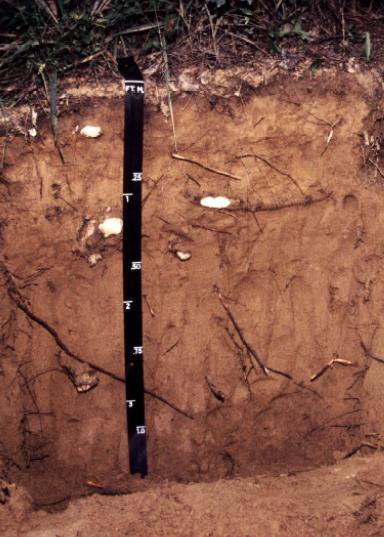
Typic Udipsamment, sviluppato su sedimento sabbioso.

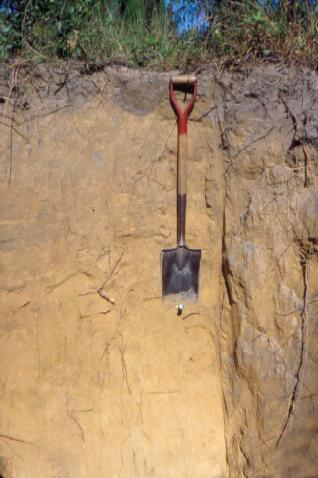
Aeric Quartzipsamment, Florida.

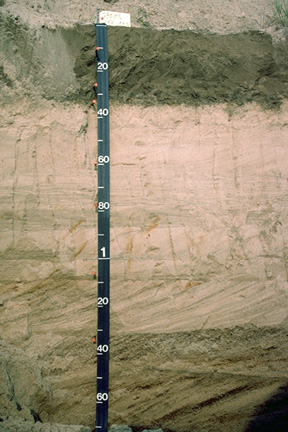
Oxyaquic Ustifluvent, Kansas.

Il sottordine degli Psamment include la maggior parte degli Entisol che presentano tessitura sabbiosa; sono suoli quindi poco evoluti (come tutti gli Entisol) sviluppatisi su substrati quali, ad esempio, dune stabilizzate, spiagge oppure, ancora, materiali direttamente derivanti da alterazione di materiale roccioso. Vengono ricompresi in questo sottordine, quando presenti, i suoli delle zone desertiche (ad esempio, nel Sahara sono largamente diffusi i Torripsamment).
Sono esclusi dal sottordine i suoli a tessitura sabbiosa molto ricchi in ghiaia, ricompresi nel sottordine degli Orthent. Alcuni Psamment, situati in condizioni più favorevoli di clima o topografia, supportano attività agricola o zootecnica.
Gli Psamment hanno bassa capacità di ritenzione idrica; se asciutti e privi di vegetazione a protezione sono facilmente vittime dell'erosione idrica o eolica.
Questi suoli corrispondono abbastanza precisamente ai suoli del gruppo di suolo degli Arenosol del World Reference Base for Soil Resources (WRB).
Il sottordine degli Psamment si divide ulteriormente in sei grandi gruppi:
- Cryopsamment: Psamment a regime di temperatura cryico, caratteristici quindi dei climi freddi; non sono suoli molto diffusi, e si trovano principalmente sotto vegetazione di foresta di conifere in zone subartiche o di alta montagna. Alcuni si sono sviluppati su materiali vulcanici recenti (sottogruppo dei Vitrandic Cryopsamment).
- Quartzipsamment: gli Psamment che presentano più del 90% in volume di materiali resistenti; presentano generalmente colori sbiancati. Si osservano in una grande varietà di ambienti; talvolta, in ambienti tropicali, si trova un orizzonte spodico sepolto anche a vari metri di profondità.
- Torripsamment: Psamment a regime di umidità aridico, caratteristici quindi delle zone aride. Vista la loro tessitura sabbiosa, consentono un'infiltrazione maggiore delle acque di precipitazione facendo sì che ci sia più acqua disponibile per le piante e a profondità maggiori; dunque, questi suoli supportano vegetazioni relativamente più ricche degli altri suoli di clima arido.
- Udipsamment: Psamment a regime di umidità udico. Sono suoli sviluppati su aree anche molto estese.
- Ustipsamment: Psamment a regime di umidità ustico. Analogamente agli Torripsamment, supportano vegetazioni relativamente ricche per il clima in cui si sviluppano; si estendono in zone di steppa o savana, mentre alcuni sono coperti da foreste secche.
- Xeropsamment: gli Psamment dei climi mediterranei, umidi d'inverno e secchi d'estate.

### Fluvent
Sono gli Entisol sviluppatisi in zone di piane alluvionali e zone di delta, in cui comunque non ci siano problemi di drenaggio; sono suoli pochissimo evoluti, con profili molto semplici e tessitura più fine della sabbiosa-franca; parecchi di questi suoli possono venire inondati nei periodi di maggior portata di acqua da parte dei fiumi.
Un particolare elemento diagnostico è l'irregolarità del contenuto di carbonio organico; si evidenziano spesso delle stratificazioni, carattere molto comune in zone di deposizione alluvionale. I suoli alluvionali possono variare moltissimo per quanto riguarda le proprietà fisiche e chimiche, come tessitura, drenaggio, pH, eccetera.
Come già esposto, molti suoli alluvionali sono discretamente fertili e da lungo tempo acquisiti all'agricoltura.
Il sottordine dei Fluvent si divide ulteriormente in cinque grandi gruppi, distinti in base ai regimi di umidità o di temperatura:
- Cryofluvent: i Fluvent di ambiente freddo (regime di temperatura cryico): sono privi di permafrost, si sviluppano nelle zone subartiche e montagnose.
- Torrifluvent: i Fluvent a regime di umidità aridico. Vista l'aridità, le piane alluvionali non sono mai inondate per parecchio tempo; questo, unitamente al fatto di trovarsi in zone non rilevate, fa sì che siano suoli sfruttati per l'agricoltura, se dovutamente irrigati.
- Udifluvent: i Fluvent con regime di umidità udico; possono essere inondati in qualunque stagione dell'anno. Sono abbastanza estesi nelle zone temperate del mondo, ragione per cui la maggior parte di questi terreni è acquisita all'agricoltura.
- Ustifluvent: Fluvent con regime di umidità ustico; si estendono preferenzialmente nelle zone tropicali e subtropicali con alternanza stagionale secco/umido; viste le caratteristiche generali di questi climi, i suoli sono inondati più frequentemente in estate.
- Xerofluvent: i Fluvent di ambiente mediterraneo, inondati preferenzialmente in inverno o primavera.

### Orthent
Il sottordine degli Orthent include gli Entisol sviluppatisi su superfici erosionali recenti e i suoli colluviali, sviluppatisi cioè su materiali da apporto; eventuali suoli preesistenti su tali superfici sono stati completamente o parzialmente rimossi dagli agenti erosivi, così che non sia possibile discernere nemmeno un orizzonte pedologico.
Questi suoli sono giovani, poco evoluti e poco profondi, contraddistinti da una diminuzione regolare del contenuto di sostanza organica con la profondità; si sviluppano nelle più disparate situazioni geomorfologiche, su pendii a diverse pendenze, in ogni clima, e sotto ogni tipo di vegetazione. Corrispondono abbastanza precisamente agli ordini WRB dei Litosol e Regosol, a seconda che derivino da roccia compatta o sedimento (regolite).
I suoli di questo sottordine, specialmente se sono stati coltivati per lungo tempo, possono ricordare in una certa maniera l'orizzonte C (quello a debole pedogenizzazione) di altri suoli più evoluti (ad es., il grande gruppo degli Xerorthent può talvolta corrispondere, a grandi linee, all'orizzonte C dei suoli del sottordine degli Xeralf).
Il sottordine degli Orthent si divide in cinque grandi gruppi:
- Cryorthent: gli Orthent di ambiente freddo, con regime di temperatura cryico; supportano rade foreste di conifere o tundra.
- Torriorthent: gli Orthent sottoposti a regime di umidità aridico, tipici dei climi caldi o temperati; sono tipicamente coperti da scarsa vegetazione steppica e sono molto estesi nel mondo.
- Udorthent: gli Orthent delle regioni temperate umide; sono tipicamente coperti da foresta decidua, in molti casi acquisiti all'agricoltura.
- Ustorthent: Orthent a regime di umidità ustico, diffusi quindi nelle regioni subaride del mondo, in climi caldi o temperati. Sono prevalentemente coperti da vegetazione a prateria. Sono molto diffusi, ad esempio, nelle zone delle Grandi Pianure degli Stati Uniti.
- Xerorthent: gli Orthent dei climi mediterranei.